# Verkiezingen in de Verenigde Staten 2024
Op 5 november 2024 werden verkiezingen gehouden in de Verenigde Staten voor verschillende overheden. 
2024 was een belangrijk verkiezingsjaar in de Verenigde Staten, omdat er onder andere presidentsverkiezingen plaatsvonden. Het was de eerste presidentsverkiezing zijn die volgt op de volkstelling van 2020 en waarvoor de kiesdistricten hertekend zijn (redistricting). Voor de Republikeinse Partij won voormalig president Donald Trump de verkiezing van zittend Democratisch vicepresidente Kamala Harris.
Er werden verder congresverkiezingen georganiseerd voor elke zetel in het Huis van Afgevaardigden en voor 34 van de 100 senatoren. In de Senaat behaalden de Republikeinen vier bijkomende zetels, in het Huis wonnen de Democraten er twee extra, zonder echter een meerderheid te veroveren.
In 11 staten werden gouverneursverkiezingen georganiseerd. Daarnaast werd er op staats- en lokaal niveau tal van andere ambtsbekleders gekozen.